# Teorema di densità di Lebesgue
In matematica, il teorema di densità di Lebesgue afferma che per ogni insieme Lebesgue-misurabile {\displaystyle A} la densità di {\displaystyle A} è pari 1 in quasi ogni punto di {\displaystyle A}, dove la densità in un punto è il limite della misura dell'intersezione tra {\displaystyle A} e una palla centrata nel punto, diviso per la misura della palla, nel limite in cui quest'ultima ha un raggio che tende a zero. 
Si tratta di un caso particolare del teorema di Lebesgue.

## Il teorema
Sia {\displaystyle \mu } la misura di Lebesgue su {\displaystyle \mathbb {R} ^{n}} e sia {\displaystyle A} un insieme Lebesgue-misurabile contenuto in {\displaystyle \mathbb {R} ^{n}}. La "densità approssimata" di {\displaystyle A} in una palla {\displaystyle B_{\varepsilon }} di raggio {\displaystyle \varepsilon } centrata in {\displaystyle x\in \mathbb {R} ^{n}} è definita come:
{\displaystyle d_{\varepsilon }(x)={\frac {\mu (A\cap B_{\varepsilon }(x))}{\mu (B_{\varepsilon }(x))}}}
Il teorema di densità di Lebesgue afferma che per quasi ogni punto {\displaystyle x\in A} la densità, definita come:
{\displaystyle d(x)=\lim _{\varepsilon \to 0}d_{\varepsilon }(x)}
esiste e vale 1.
La densità di ogni {\displaystyle A} misurabile può essere quindi 0 oppure 1 quasi ovunque in {\displaystyle \mathbb {R} ^{n}}. Se si verifica che {\displaystyle \mu (A)>0} e {\displaystyle \mu (\mathbb {R} ^{n}\setminus A)>0}, inoltre, allora è certa l'esistenza di punti in {\displaystyle \mathbb {R} ^{n}} dove la densità non è né 0 né 1. Ad esempio, se si considera un quadrato in un piano, la densità al suo interno è 1, sul bordo 1/2 e negli angoli 1/4. L'insieme dei punti nel piano in cui la densità non è né 0 né 1 non è vuoto (i bordi del quadrato), ma costituisce un insieme di misura nulla.